# Turbina de vapor

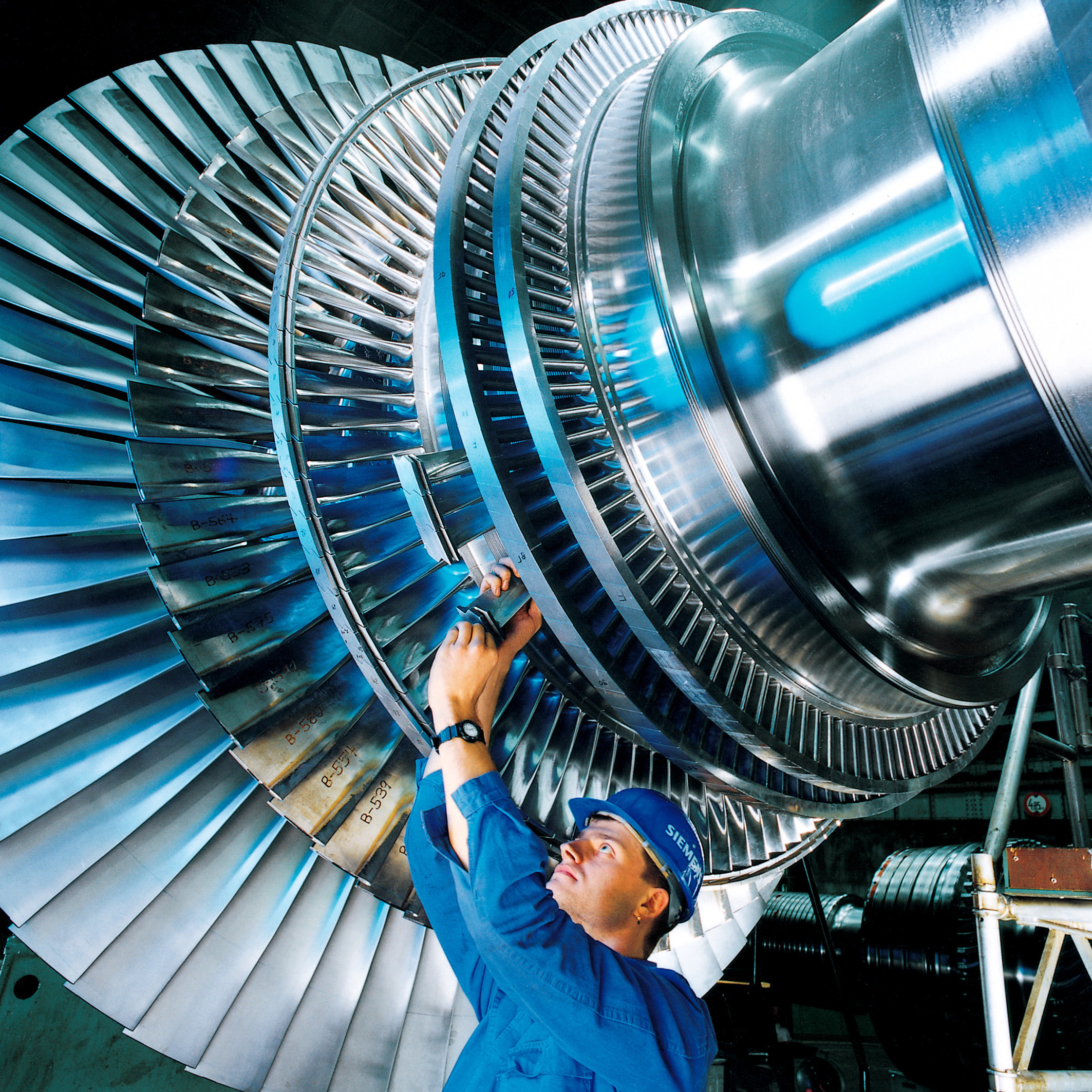
Rotor de una turbina de vapor producida por Siemens, Alemania.

Una turbina de vapor es una turbomáquina motora, que transforma la energía de un flujo de vapor en energía mecánica a través de un intercambio de cantidad de movimiento entre el fluido de trabajo (entiéndase el vapor) y el rodete, órgano principal de la turbina, que cuenta con palas o álabes los cuales tienen una forma particular para poder realizar el intercambio energético. Las turbinas de vapor están presentes en diversos ciclos de potencia que utilizan un fluido que pueda cambiar de fase, entre estos el más importante es el ciclo de Rankine, el cual genera el vapor en una caldera, de la cual sale en unas condiciones de elevada temperatura y presión. En la turbina se transforma la energía interna del vapor en energía mecánica que, normalmente, se transmite a un generador para producir electricidad. En una turbina se pueden distinguir dos partes, el rotor y el estátor. El rotor está formado por ruedas de álabes unidas al eje y que constituyen la parte móvil de la turbina. El estátor también está formado por álabes, no unidos al eje, sino a la carcasa de la turbina.
El término turbina de vapor es muy utilizado para referirse a una máquina motora, la cual cuenta con un conjunto de turbinas para transformar la energía del vapor, también al conjunto del rodete y los álabes directores.
La turbina de vapor moderna fue inventada en 1884 por sir Charles Parsons, cuyo primer modelo fue conectado a una dinamo que generaba 7.5 kW (10 hp) de potencia. La invención de la turbina de vapor de Parsons hizo posible una electricidad barata y abundante y revolucionó el transporte marítimo y la guerra naval.

## Clasificación
Existen las turbinas de vapor en una gran variedad de tamaños, desde unidades de 1 HP (0.75 kW) usadas para accionar bombas, compresores y otros equipos, hasta turbinas de 2 000 000 HP (1 500 000 kW) utilizadas para generar electricidad.
Hay diversas clasificaciones para las turbinas de vapor modernas, y por ser turbomáquinas son susceptibles a los mismos criterios de clasificación de estas. Por otro lado, es común clasificarlas de acuerdo a su grado de reacción:
- Turbinas de acción: El cambio o salto entálpico o expansión es realizada en los álabes directores o las toberas de inyección si se trata de la primera etapa de un conjunto de turbinas, estos elementos están sujetos al estátor. En el paso del vapor por el rotor la presión se mantendrá constante y habrá una reducción de la velocidad.
- Turbinas de reacción: La expansión, es decir, el salto entálpico del vapor, puede realizarse tanto en el rotor como en el estátor, cuando este salto ocurre únicamente en el rotor la turbina se conoce como de reacción pura 'neta'.

## Principio de funcionamiento
La ecuación general de las turbomáquinas fue hallada por Euler y su demostración se encuentra en el artículo de turbomáquinas. La forma para el trabajo por unidad de masa que atraviesa el rotor de las turbomáquinas motoras axiales es:

{\displaystyle L=u[c_{1}\cos(\alpha _{1})-c_{2}\cos(\alpha _{2})]\,}

Donde {\displaystyle u} es conocida como velocidad periférica y es la velocidad lineal del rotor, {\displaystyle c_{1}} y {\displaystyle c_{2}} son las velocidades absolutas del fluido de trabajo antes y después de pasar por el rotor respectivamente, {\displaystyle \alpha _{1}} y {\displaystyle \alpha _{2}} son los ángulos entre la velocidad absoluta y la velocidad periférica antes y después de pasar por el rotor. Si introducimos el concepto de velocidad relativa {\displaystyle {\vec {w}}}, que es la velocidad del fluido respecto al rodete, y definimos el ángulo {\displaystyle \beta } como aquel que existe entre la velocidad periférica y {\displaystyle {\vec {w}}} podemos reescribir la ecuación anterior, por propiedades del triángulo como:

{\displaystyle L={\frac {{c_{1}}^{2}-{c_{2}}^{2}}{2}}+{\frac {{w_{2}}^{2}-{w_{1}}^{2}}{2}}}

Ahora escríbase la primera ley de la termodinámica para un balance de energía del fluido de trabajo en su paso por el rotor, suponiendo a este un proceso adiabático:

{\displaystyle L=\Delta h+{\frac {{c_{1}}^{2}}{2}}-{\frac {{c_{2}}^{2}}{2}}}

Recuérdese que se considera que {\displaystyle L} es definido positivo.

{\displaystyle {\frac {{c_{1}}^{2}-{c_{2}}^{2}}{2}}+{\frac {{w_{2}}^{2}-{w_{1}}^{2}}{2}}=\Delta h+{\frac {{c_{1}}^{2}}{2}}-{\frac {{c_{2}}^{2}}{2}}}

Encontramos así que el cambio entálpico es igual al cambio de los cuadrados de la velocidad relativa:

{\displaystyle \Delta h={\frac {{w_{2}}^{2}-{w_{1}}^{2}}{2}}}

## Abastecimiento de vapor y condiciones de escape
Estas categorías incluyen turbinas condensadoras, no condensadoras, de recalentamiento, extracción e inducción.
Las turbinas de no condensación o de contrapresión son más ampliamente usadas para aplicaciones de vapor en procesos.
La presión de salida es controlada por una válvula reguladora para satisfacer las necesidades de presión en el vapor del proceso. Se encuentran comúnmente en refinerías, plantas de papel y pulpa y en instalaciones de desalinización, donde se dispone de grandes cantidades de vapor de proceso a baja presión.
Las turbinas condensadoras se encuentran comúnmente en plantas de potencia eléctrica. Estas turbinas expelen vapor en estado parcialmente saturado, generalmente con un título de vapor mayor al 90 % (para evitar problemas de corrosión de los álabes), a una presión bastante inferior a la atmosférica hacia un condensador.
Las turbinas de recalentamiento también son usadas casi exclusivamente en plantas de potencia eléctrica. En una turbina de recalentamiento, el flujo de vapor sale de una sección a alta presión de la turbina y es regresado a la caldera donde se le vuelve a sobrecalentar. El vapor entonces regresa a una sección de presión intermedia de la turbina y continúa su expansión.
Las turbinas de extracción se encuentran en todo tipo de aplicaciones. En una turbina de extracción, el vapor es liberado en diversas etapas y aprovechado en distintos procesos industriales, también puede ser enviado a calentadores de agua para mejorar la eficiencia del ciclo.